# Sigismond Zaborowski-Moindron
Pour les articles homonymes, voir Zaborowski.
Sigismond Zaborowski-Moindron, né le 11 novembre 1851 à La Crèche dans les Deux-Sèvres et mort le 22 mars 1928 à El Biar en Algérie, est un anthropologue français.

## Biographie
Léopold Sigismond Jules Zaborowski est le fils de Michel Léopold Zaborowski, médecin et d'Adélaïde Moindron.
Il épouse en 1881 l'artiste peintre Gabrielle Félicité Eylé (1852-1938). Parmi leurs enfants, Hélène Gilberte Zaborowska (1889-1982) deviendra également artiste peintre.
Sigismond Zaborowski-Moindron est professeur à l’École d'anthropologie de Paris : chargé de conférences (1893-1901) ; professeur-adjoint (1902) puis professeur titulaire de la chaire d'ethnographie (1904) - et membre de la Société d'anthropologie de Paris - membre titulaire (1874) ; secrétaire des séances (1882) ; archiviste bibliothécaire (1892-1906) ; vice-président (1906) puis président (1907).
Aux côtés d'Ernest Chantre, il élabore la thèse d'une Égypte « blanche » sur base d'une analyse craniométrique de restes humains des cimetières de Nagada datés de la seconde partie du IVe millénaire avant notre ère. Il émet l'hypothèse que la vallée du Nil connait, durant cette période, l'arrivée d'une ethnie nord-africaine à l'origine de la civilisation pharaonique. Cette thèse tombe rapidement en désuétude mais ressurgit, dans les années 1970, sous l'impulsion du préhistorien Paul Huard.

## Œuvres
- De l'ancienneté de l’homme, 1874
- L'homme préhistorique, 1878
- L'origine du langage, 1879
- Les grands singes, 1881
- Disparité et avenir des races humaines, 1893